# Кулеврина

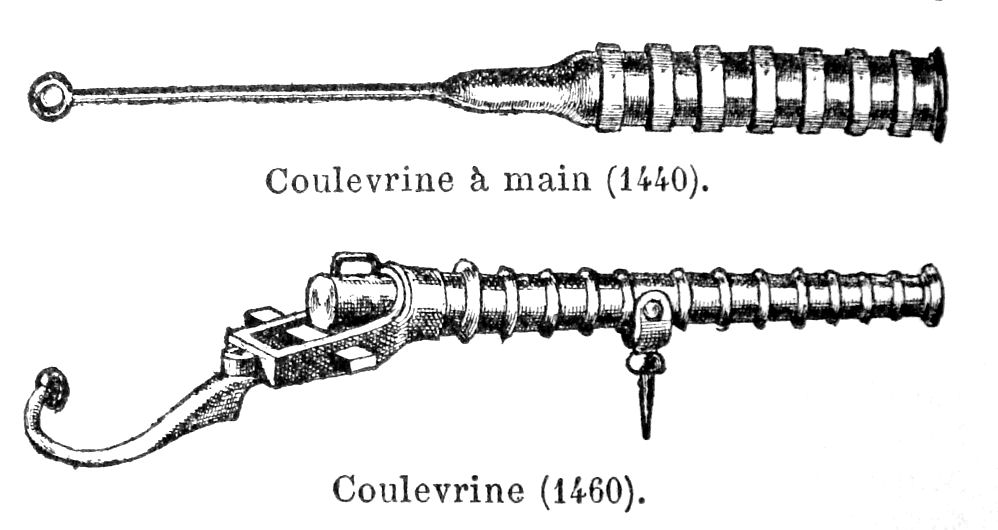
Кулеврини

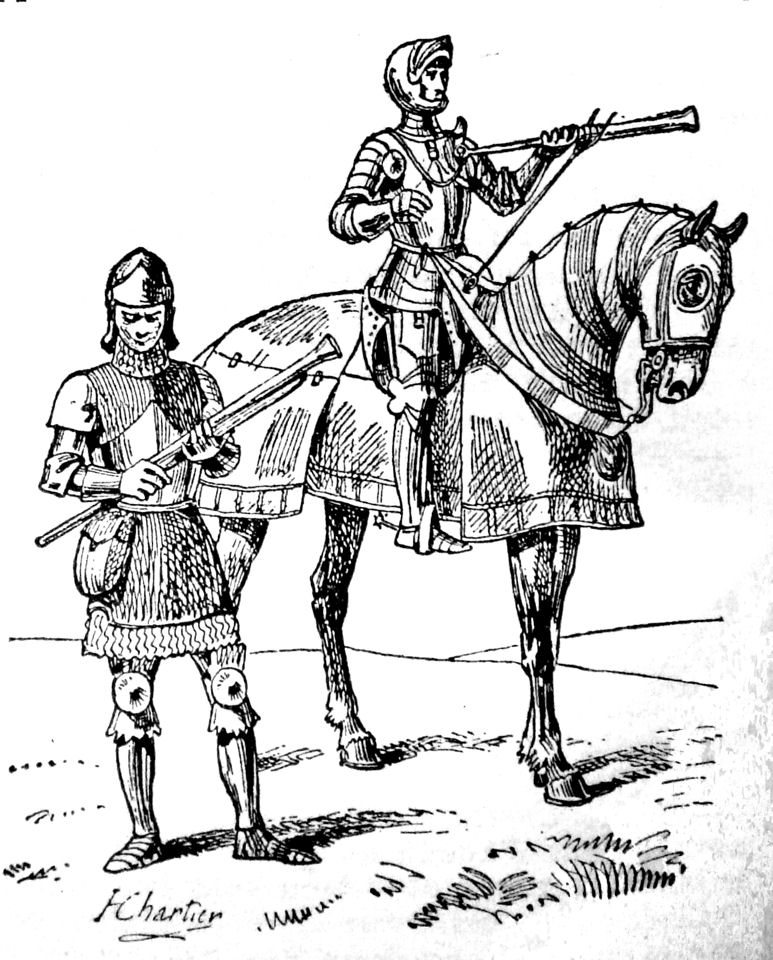
Кулевринери XV століття — піхотинець і кінний стрілець

Кулеври́на (від фр. couleuvre — «вуж» і couleuvrine — «змієподібний», що в свою чергу походить від лат. colubrinus — «змієподібний») — вогнепальна зброя, що була предком аркебузи, мушкета і легкої гармати (тобто класичної вогнепальної стрілецької зброї). Назва, ймовірно, походить від конструкції, в якій для міцності, ствол, викуваний із залізних або мідних смуг, прикріплювався до дерев'яної ложі за допомогою не більше ніж п'яти кілець. Ложа для полегшення ваги могла робитися з поздовжніми жолобками на прикладі і шийці. Калібр варіювався від 12,5 до 22 мм, довжина — від 1,2 до 2,4 м. Вага кулеврини, в залежності від застосування в якості ручної зброї або легкої польової гармати, варювалася від 5 до 28 кг. Лицарські обладунки кулеврини пробивали на відстані 25-30 метрів. У Росії кулеврині відповідала пищаль (щоправда, деякі пищалі конструктивно вже були ближче до аркебузи), у Німеччині — «шланг» (від нім. Schlange — «змія»). Застосовувалася для ураження живої сили противника з близької відстані. Кулеврини виготовлялися стаціонарні і переносні. Використовувалася з XV по XVIII століття як стрілецька або легка артилерійська зброя. Переносні кулеврини згодом були витіснені аркебузою.

## Ручні кулеврини

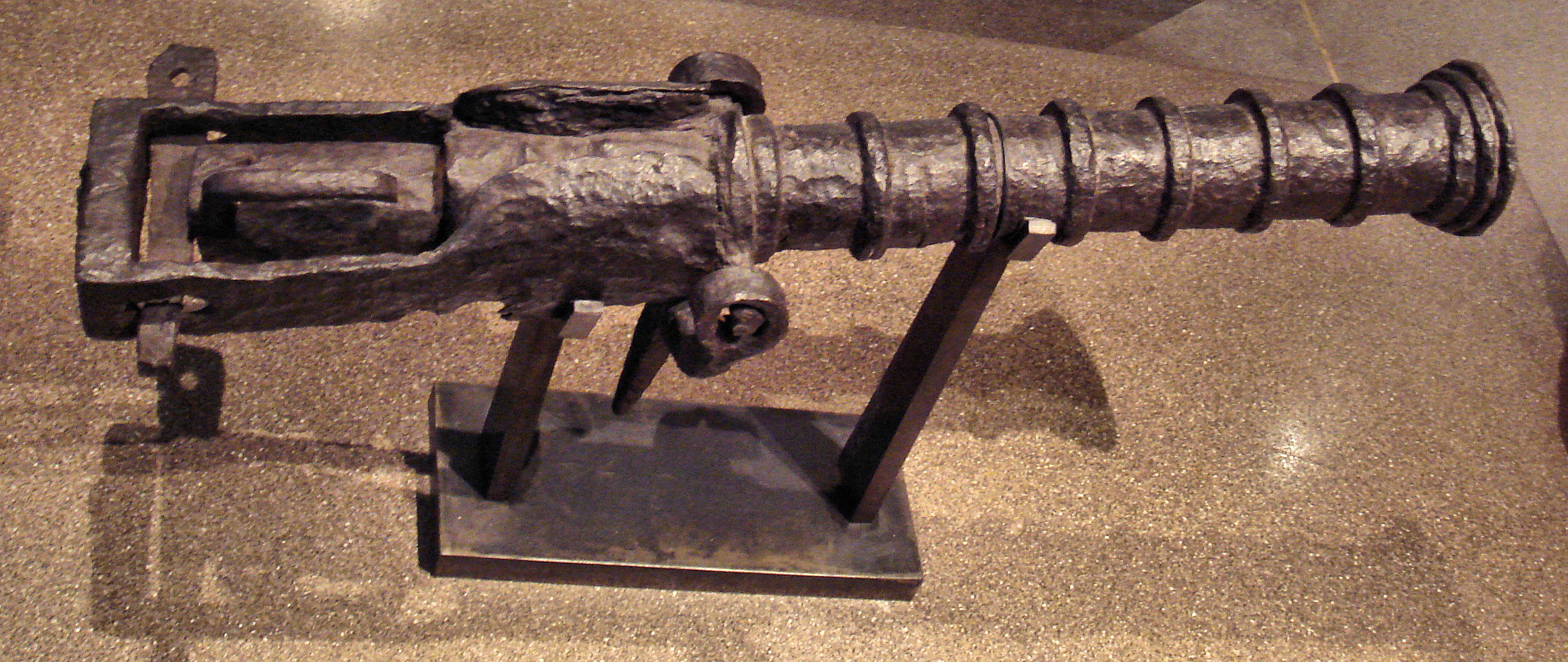
«Вбивця». Французька кулеврина, 1410 р.

Ручні кулеврини (також називалися ручницями) є одним з найдавніших європейських різновидів вогнепальної зброї. Вперше вони з'являються близько 1339 року. Французька армія бере кулеврини на озброєння приблизно в 1410 році. Ручні кулеврини являли собою довгі гладкоствольні трубки (іноді шести — або восьмигранні), з «хвостом» на кінці, приблизно в 1 метр завдовжки, стріляли свинцевими кулями. У казенній частині мали отвір для пороху і ґнота, при стрільбі «хвіст» кулеврини належало тримати під пахвою або упирати в землю.
Для стрільби потрібні зазвичай дві людини — заряджаючий, який заряджав зброю і підносив ґніт, і навідник-стрілець — кулевринер, який тримав і наводив гармату.
Зброя ця була ще дуже недосконалою і, як наслідок: була досить громіздкою і важкою, вимагала досить великого часу для підготовки і наведення, в дощову або снігову погоду ґноти часто гасли (так що їх доводилося носити під капелюхами), також часті були осічки або затримки у стрільбі. Влучність і, особливо, дальність стрільби також залишали бажати кращого.

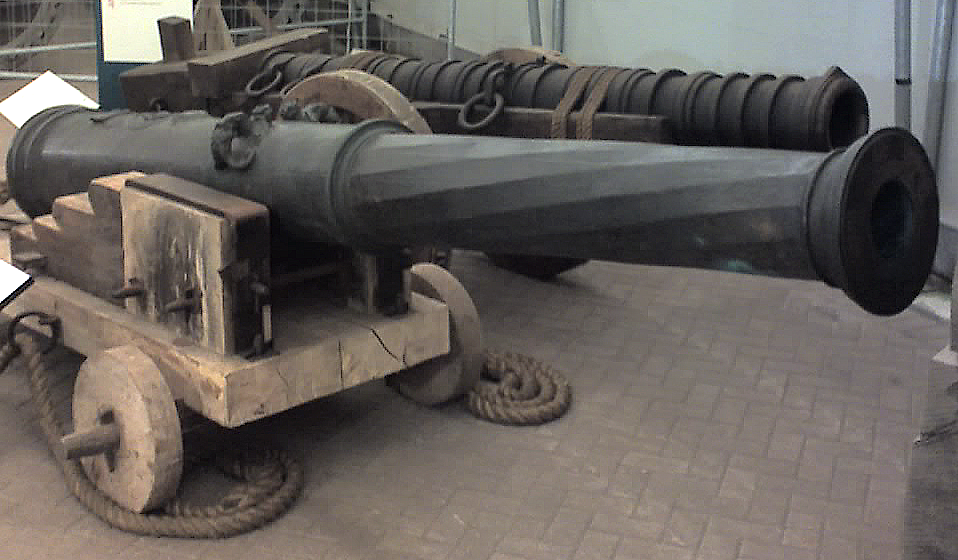
Бронзова корабельна кулеврина XVI століття

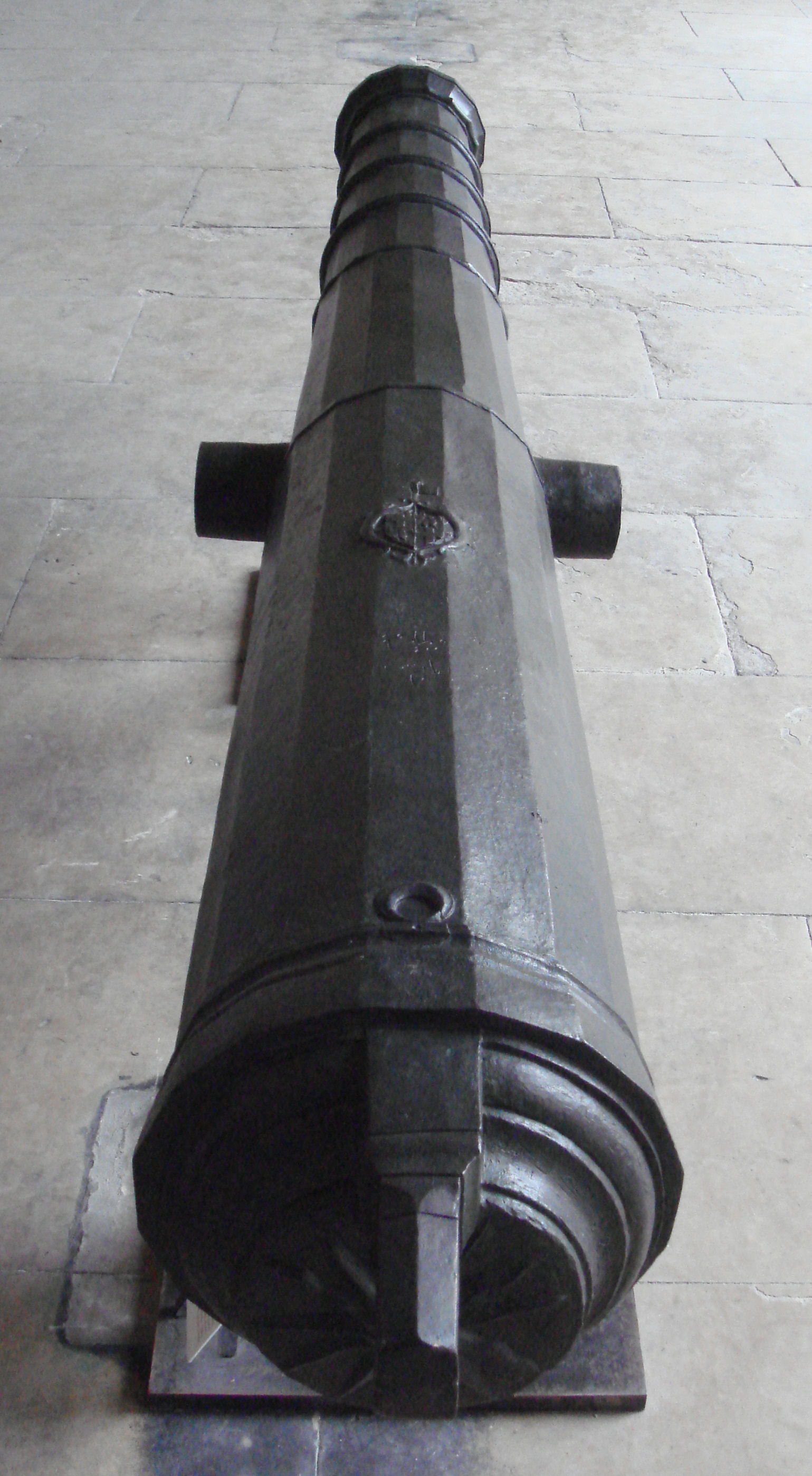
Кулеврина, що була на озброєнні захисників Родосу 1522 р. (зараз знаходиться в Музеї армії в Парижі).

До кінця XIV століття ручні кулеврини були вперше удосконалено — замість отвору до ствола кулеврини збоку приробили поличку для пороху з кришкою на шарнірі.
У 1482 р. ложе кулеврини стало не прямим, а зігнутим як у арбалета, що також полегшило стрільбу. При пострілі його стали класти на плече.
У 1525 р. стрільба полегшилася тим, що порохову м'якоть і порошок, який  постійно прилипав до стінок і погано запалювався, замінили зерновим порохом.
Надалі ручна кулеврина остаточно вийшла з ужитку, поступившись місцем більш досконалій стрілецькій зброї — ручній аркебузі та мушкету.

## Легкі гармати

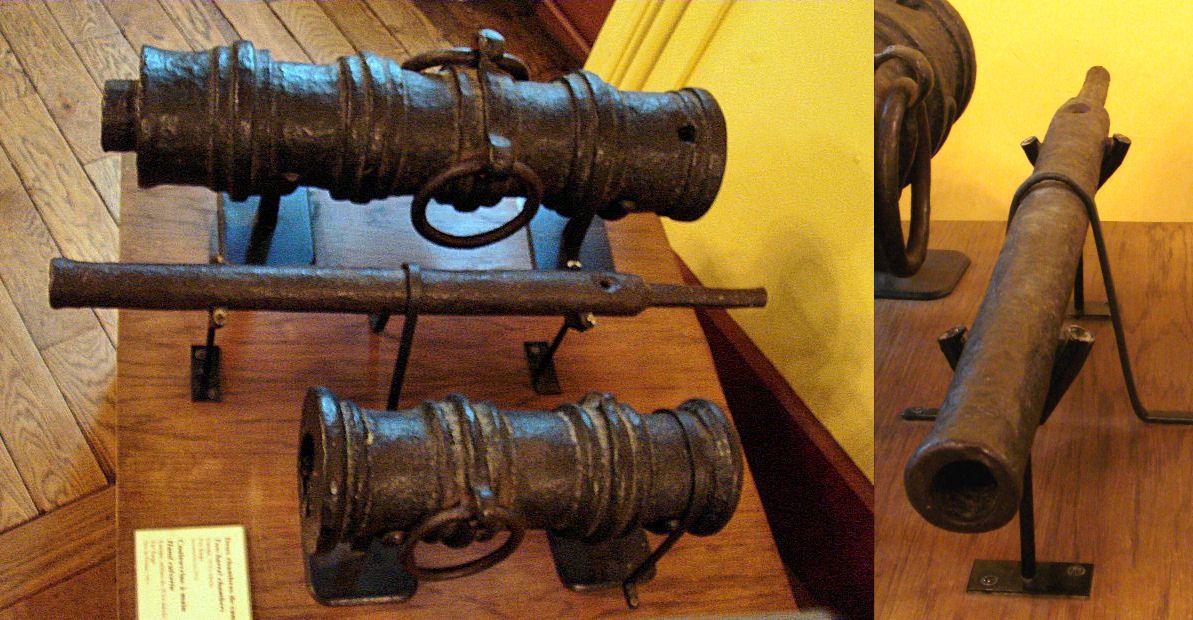
Ручна кулеврина і легкі гармати. XV століття

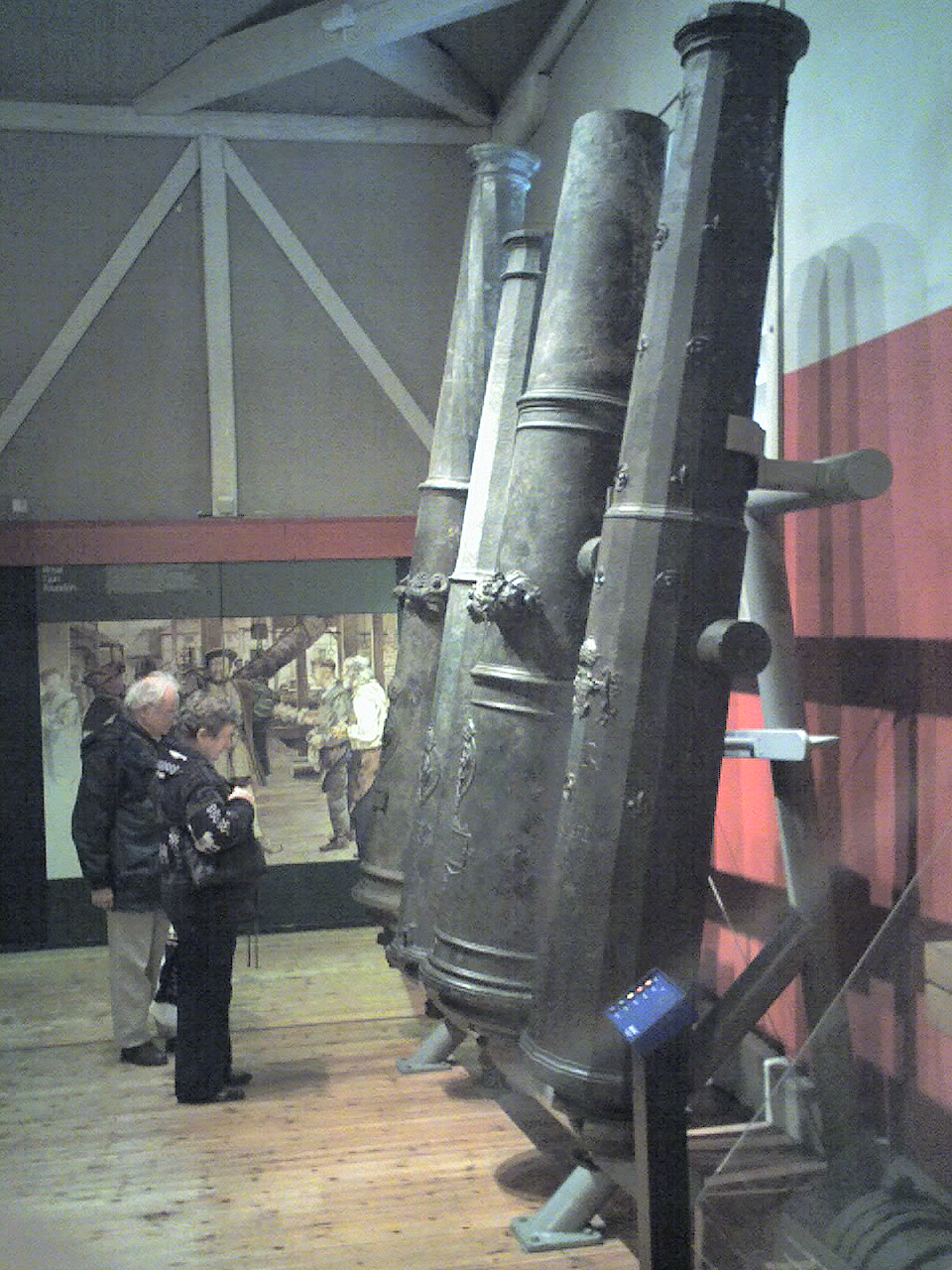
Середні кулеврини з бронзи. Музей корабля «Мері Роуз» у Портсмуті. Англія, XVI століття.

Іншим напрямком еволюції кулеврини було її поступове перетворення на повноцінну гармату за рахунок збільшення розмірів і ваги, і в зв'язку з цим — необхідності стрільби зі станка. Станкові кулеврини стріляли кам'яними або залізними ядрами, і також обслуговувалися обслугою з двох солдатів. Великі кулеврини часто прикрашалися з казенної частини гербом сеньйора і мали власні імена.
Станкові кулеврини поділялися на три основні підтипи (залежно від своїх розмірів):
- Екстраординарна кулеврина могла мати калібр до 5½ дюймів (140 мм), довжину 32 калібри (тобто 4,5 м), і вагу близько 2200 кг. Подібна гармата могло метати ядра діаметром до 135 мм і вагою до 20 фунтів (9,1 кг).
- Ординарна кулеврина при тому ж калібрі мала більш короткий ствол — 3,6 м (25 калібрів), і важила близько 2000 кг. Ядро мало діаметр 140 мм і важило близько 7,9 кг
- Мала кулеврина при калібрі 5 дюймів (130 мм) і довжиною ствола в 29 калібрів (3,6 м) важила близько 1800 кг. Ядро мало діаметр близько 80 мм і важило 6,6 кг

Більш легкими були «побічні» (bastard), тобто легкі кулеврини, які мали калібр 100 мм, і стріляли ядрами вагою 3,1 кг і середні кулеврини (калібр 114 мм, вага ядра — 4,5 кг).
Спочатку кулеврини перевозили до місця бою на возах, потім встановлювали на козли або спеціальний станок і далі використовували як стаціонарну вогневу точку. У середині XV століття з'являється і отримує значне поширення колісний лафет.
Стріляли по прямій траєкторії, причому дальність стрільби ядрами варіювалася від 320 до 1097 м. Використовувалися також на морі, як корабельні гармати.

## У світовій культурі
Велика облогова кулеврина фігурує в популярному історичному романі польського письменника-класика Генріка Сенкевича «Потоп» (1886), який базується не стільки на документальних джерелах, скільки на художній вигадці автора опису історичної облоги шведською армією Ясногорського монастиря в Ченстохові в листопаді-грудні 1655 року. Згідно з Сенкевичем, головному герою роману хорунжому Оршанскому Анджею Кмицицю в ході нічної вилазки вдається підірвати цю важку гармату, заклавши в ствол заряд пороху. У реальності, шведський генерал Буркхард Мюллер під Ченстоховом мав всього дві порівняно великі 24-фунтові облогові гармати, одна з яких була заклепана поляками; інші шведські гармати були ще менші.